# Presidenza di Claudia Sheinbaum
La Presidenza di Claudia Sheinbaum è il governo del Messico in carica dal 2024.

## Gabinetto
| Presidenza                                   |                                            | |              |                 |              |
| Titolare                                     | Titolare                                   | Carica | Simbolo      | Dal             | Al           |
|                                              | Claudia Sheinbaum (MORENA)                 | Presidente Presidente de los Estados Unidos Méxicanos |              | 1º ottobre 2024 | in carica    |
| Segretariati                                 |                                            | |              |                 |              |
| Titolare                                     | Titolare                                   | Carica | Simbolo      | Dal             | Al           |
|                                              | Juan Ramón de la Fuente (Indipendente)     | Segretariato degli Affari Esteri Secretaría de Relaciones Exteriores                                                                                      |              | 1º ottobre 2024 | in carica    |
|                                              | Omar García Harfuch (MORENA)               | Segretariato della Sicurezza e della Protezione Cittadina Secretaría de Seguridad y Protección Ciudadana                                                  |              | 1º ottobre 2024 | in carica    |
|                                              | Rosa Icela Rodríguez (MORENA)              | Segretariato dell'Interno Secretaría de Gobérnacion |              | 1º ottobre 2024 | in carica    |
|                                              | Ariadna Montiel Reyes (MORENA)             | Segretariato del Benessere Secretaría de Bienestar |              | 1º ottobre 2024 | in carica    |
|                                              | Ricardo Trevilla Trejo (Militare)          | Segretariato della Difesa Nazionale Secretaría de Defensa Nacional                                                                                        |              | 1º ottobre 2024 | in carica    |
|                                              | Raymundo Pedro Morales Ángeles (Militare)  | Segretariato della Marina Secretaría de Marina |              | 1º ottobre 2024 | in carica    |
|                                              | Rogelio Ramírez de la O (MORENA)           | Segretariato delle Finanze e del Credito Pubblico Secretaría de Hacienda y Crédito Público                                                                |              | 1º ottobre 2024 | 8 marzo 2025 |
|                                              | Edgar Amador Zamora (Indipendente)         | Segretariato delle Finanze e del Credito Pubblico Secretaría de Hacienda y Crédito Público                                                                | 8 marzo 2025 | in carica       |              |
|                                              | Marcelo Ebrard (MORENA)                    | Segretariato dell’Economia Secretaría de Economía |              | 1º ottobre 2024 | in carica    |
|                                              | Alicia Bárcena (Indipendente)              | Segretariato dell’Ambiente e delle Risorse Naturali Secretaría de Medio Ambiente y Recursos Naturales                                                     |              | 1º ottobre 2024 | in carica    |
|                                              | Luz Elena González Escobar (Indipendente)  | Segretariato dell’Energia Secretaría de Energía |              | 1º ottobre 2024 | in carica    |
|                                              | Julio Berdegué Sacristán (Indipendente)    | Segretariato dell’Agricoltura e dello Sviluppo Rurale Secretaría de Agricultura y Desarrollo Rural                                                        |              | 1º ottobre 2024 | in carica    |
|                                              | Jesús Antonio Esteva Medina (Indipendente) | Segretariato delle Infrastrutture, delle Comunicazioni e dei Trasporti Secretaría de Infraestructura, Comunicaciones y Transportes                        |              | 1º ottobre 2024 | in carica    |
|                                              | Raquel Buenrostro Sánchez (Indipendente)   | Segretariato Anticorruzione e del Buongoverno Secretaría Anticorrupción y Buen Gobierno                                                                   |              | 1º ottobre 2024 | in carica    |
|                                              | Mario Delgado Carrillo (MORENA)            | Segretariato della Pubblica Istruzione Secretaría de Educación Pública                                                                                    |              | 1º ottobre 2024 | in carica    |
|                                              | David Kershenobich (Indipendente)          | Segretariato della Salute Secretaría de Salud |              | 1º ottobre 2024 | in carica    |
|                                              | Marath Baruch Bolaños López (MORENA)       | Segretariato del Lavoro e della Previdenza Sociale Secretaría de Trabajo y Previsíon Social                                                               |              | 1º ottobre 2024 | in carica    |
|                                              | Edna Elena Vega (Indipendente)             | Segretariato dello Sviluppo Agrario, Territoriale ed Urbano Secretaría de Desarrollo Agrario, Territorial y Urbano                                        |              | 1º ottobre 2024 | in carica    |
|                                              | Claudia Curiel de Icaza (Indipendente)     | Segretariato della Cultura Secretaría de Cultura |              | 1º ottobre 2024 | in carica    |
|                                              | Josefina Rodríguez Zamora (MORENA)         | Segretariato del Turismo Secretaría de Turismo |              | 1º ottobre 2024 | in carica    |
|                                              | Rosaura Ruiz Gutiérrez (Indipendente)      | Segretariato della Scienza, delle Discipline Umanistiche, della Tecnologia e dell’Innovazione Secretaría de Ciencia, Humanidades, Tecnología e Innovación |              | 1º ottobre 2024 | in carica    |
|                                              | Citlalli Hernández (MORENA)                | Segretariato delle Donne Secretaría de las Mujeres |              | 1º ottobre 2024 | in carica    |
|                                              | Ernestina Godoy Ramos (MORENA)             | Consigliere Giuridico del Governo Federale Consejería Jurídica del Ejecutivo Federal                                                                      |              | 1º ottobre 2024 | in carica    |
| Funzionari con rango di membri del gabinetto |                                            | |              |                 |              |
| Titolare                                     | Titolare                                   | Carica | Simbolo      | Dal             | Al           |
|                                              | Lázaro Cárdenas Batel (MORENA)             | Capo dell’Ufficio della Presidenza Jefatura de la Oficina de la Presidencia                                                                               |              | 1º ottobre 2024 | in carica    |